# Elena Gheorghe
Elena Gheorghe (Bukarest, 1985. július 30. –) román énekesnő. A 2009-es Eurovíziós Dalfesztiválon ő képviselte hazáját a The Balkan Girls (A balkáni lányok) című számmal.

## Életrajza
Elena tehetségére már nagyon korán, hároméves korában derült fény, amikor anyjával közösen énekelték el a ”Sus în Deal în Poieniță” című dalt. Ezután legközelebb ötödik osztályosként került kapcsolatba az énekléssel, amikor a nemzeti gyerekpalota nevű kulturális központban képezte hangját.
2000-ben megkapta a nagybányai "Arany mackó" trófeát, Whitney Houston One Moment in Time című dalának előadásáért.
Egy évvel később, 2001-ben a Mamaia fesztiválon láthattuk újra versenybe szállni, ekkor nem ért el kimagasló eredményt.
2003-ban ő lett a latin zenét játszó Mandinga együttes énekesnője, akikkel júniusban már ki is adták első albumukat, De Corazón néven.
2005 márciusában részt vettek az Eurovíziós Dalfesztivál román nemzeti döntőjén, ”My sun” című dalukkal. A versenyre ugyan nem sikerült kijutniuk, a számnak helyet adó lemez viszont egy év múlva arany minősítést kapott.
2006 januárjában megnyitotta saját tánciskoláját, Passitos néven. Egy hónappal később Elena kilépett a Mandiga-ból, és szólókarrierbe kezdett Laurentiu Duță producer segítségével.
2006 júniusában kiadta Your voice című lemezét.

## Eurovízió
Elena Gheorghe képviselte Romániát a 2009-es Eurovíziós Dalfesztiválon Moszkvában. 2009. május 12-én lépett fel először, az első elődöntőben a fellépési sorrendben tizennegyedikként, a macedón Next Time Neshto shto ke ostane című száma után, és a finn Waldo's People Lose Control című száma előtt.
2009. május 16-án lépett fel a döntőben huszonkettedikként, a ukrán Szvitlana Loboda Be My Valentine! (Anti-Crisis Girl) című száma után, és az angol Jade Ewen It’s My Time című száma előtt. A szavazás során 40 pontot szerzett, ami a tizenkilencedik helyet jelentette a Dalverseny huszonöt fős döntőjében.

## Diszkográfia

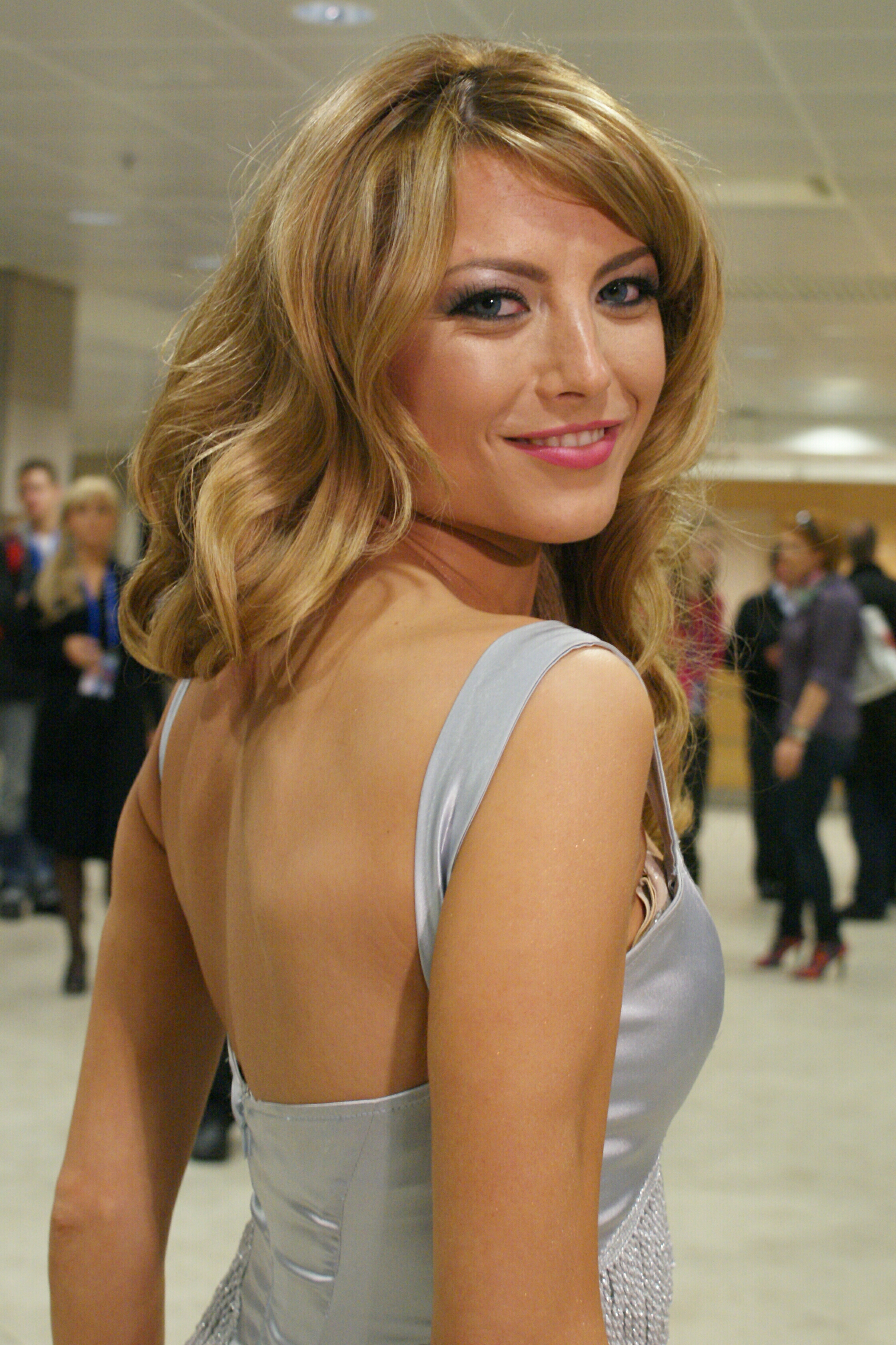
Elena Gheorghe (2009)

### Albumok
| Év   | Cím              |
| ---- | ---------------- |
| 2008 | Te Ador          |
| 2008 | Lilicea Vreariei |
| 2006 | Vocea Ta         |

### Kislemezek
| Év   | Cím                |
| ---- | ------------------ |
| 2011 | "Hot Girls"        |
| 2011 | "Midnight Sun"     |
| 2010 | "Disco Romancing"  |
| 2009 | "The Balkan Girls" |
| 2008 | "Până la stele"    |
| 2008 | "Te Ador"          |
| 2007 | "Ochii tăi căprui" |
| 2006 | "Vocea Ta"         |

## Külső hivatkozások
- Romania - The Balkan Girls - Eurovision 2009